# Festival de Sopot
Le Festival de Sopot (ou « Międzynarodowy Festiwal Piosenki Polskiej ») est un festival annuel de musique de variétés tenu à Sopot en Pologne.
Il accueille de nombreux musiciens polonais. C'est un festival généraliste, tous les genres de musique y sont joués.
C'est le deuxième plus important festival de ce genre après le festival national de musique polonaise de Opole.

## Histoire
Le premier Festival de Sopot a été initié et organisé par Władysław Szpilman de la Polskie Radio, avec l'aide de Szymon Zakrzewski (de PAGART, organisme regroupant les artistes polonais), et s'est déroulé du 25 au 27 août 1961. Jusqu'en 1963 il avait lieu sur le site des chantiers navals de Gdańsk.
Entre 1977 et 1980, il a été remplacé par le Concours Intervision de la chanson, qui se tenait également à Sopot.
Contrairement au Concours Eurovision de la chanson, le Festival International de Musique de Sopot changeait régulièrement de formules pour désigner un lauréat et a offert de nombreux et différents concours pour ses participants. Le Festival a toujours été ouvert aux nations non européennes, et des pays comme Cuba, République dominicaine, Mongolie, Nouvelle-Zélande, Nigeria, Pérou, Afrique du Sud et de nombreux autres ont été représentés à cette manifestation.
Jusqu'en 2004, la télévision publique TVP diffusait l'événement. Depuis 2005, c'est le diffuseur privé TVN qui a repris la diffusion.
Le Concours a perdu de sa popularité en Pologne mais aussi à l'étranger dans les années 1980, avec un nouveau recul au cours des années 1990, et les organisateurs peu convaincus par TVP ont réattribué le Festival à la télévision privée TVN depuis 2005.
À partir de 1999, il n'y avait aucun Grand prix dans le festival. TVP a choisi d'inviter des artistes réputés, y compris des stars comme Whitney Houston ou The Corrs. En 2006, TVN invita Sir Elton John. Le « Festival International de la Chanson de Sopot » est généralement considéré comme plus important que le « Festival International de la Chanson de Benidorm (en) » en raison de sa capacité à attirer des artistes reconnus, voire des stars.

## Site

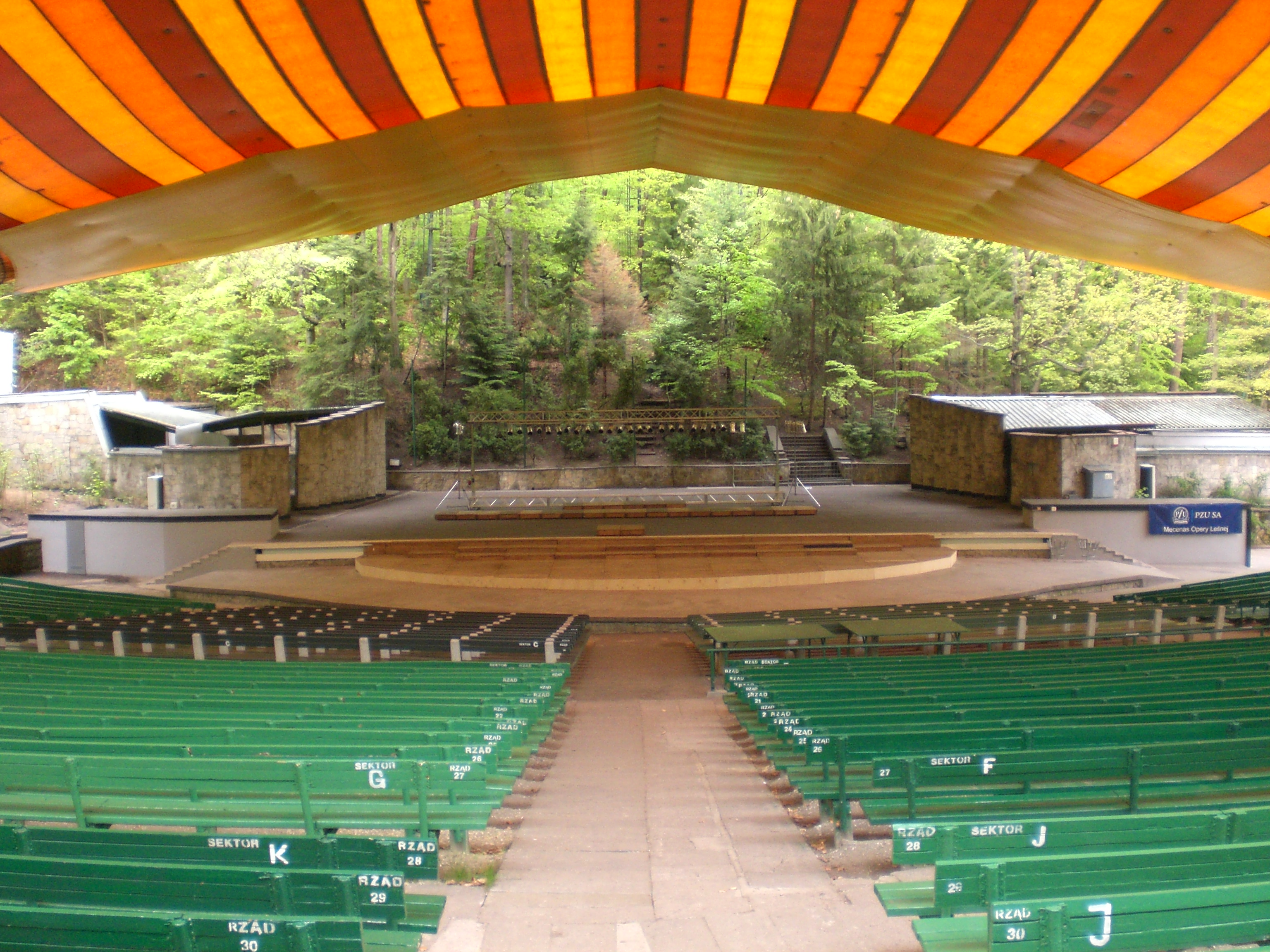
Scène de l'Opera Leśna à Sopot.

Le festival se déroule dans l'opéra en plein air de la ville de Sopot, située sur la mer Baltique. Cette ville fait partie du trio Gdańsk, Gdynia, Sopot. La ville est également réputée pour ce festival international de la chanson, second évènement en Europe après le concours Eurovision.

## Gagnants par pays
| Victoires | Pays                 | Années                                                      |
| --------- | -------------------- | ----------------------------------------------------------- |
| 10        | Pologne              | 1967, 1968, 1972*, 1979, 1984, 1990, 1994, 1995, 2005, 2007 |
| 4         | Union soviétique     | 1963*, 1972*, 1976, 1978                                    |
| 4         | Royaume-Uni          | 1971, 1973, 1975, 2006                                      |
| 3         | États-Unis           | 1966, 1986, 1988                                            |
| 3         | Suède                | 1985, 2008, 2012                                            |
| 2         | Grèce                | 1962, 1964                                                  |
| 2         | Canada               | 1965, 1970                                                  |
| 2         | Suisse               | 1961, 1969                                                  |
| 2         | Finlande             | 1974, 1980                                                  |
| 2         | France               | 1963*, 2013                                                 |
| 1         | Autriche             | 1992                                                        |
| 1         | Italie               | 1998                                                        |
| 1         | Tchécoslovaquie      | 1977                                                        |
| 1         | Allemagne de l'Ouest | 1987                                                        |
| 1         | Lettonie             | 1991                                                        |
| 1         | Lituanie             | 1993                                                        |
| 1         | Pays-Bas             | 1997                                                        |
| 1         | Norvège              | 1989                                                        |
| 1         | Australie            | 2009                                                        |

*Plusieurs vainqueurs cette année.

## Gagnants par année
1961-1973 - Prix du Chef-d'œuvre - Price for the Masterpiece
- 1961 - Suisse - Jo Rolland - Nous Deux
- 1962 - Grèce - Jeanne Yovanna - Ti Krima
- 1963 - (ex æquo) France - Simone Langlois - Toi et ton sourire
- 1963 - (ex æquo) URSS - Tamara Miansarova - Pust vsiegda budiet solnce
- 1964 - Grèce - Nadia Constantinoupoulou - Je te remercie mon cœur
- 1965 - Canada - Monique Leyrac - Mon pays
- 1966 - États-Unis - Lana Cantrell - I'm all smiles
- 1967 - Pologne - Dana Lerska - Po prostu jestem
- 1968 - Pologne - Urszula Sipińska - Po ten kwiat czerwony
- 1969 - Suisse - Henri Dès - Maria Consuella
- 1970 - Canada - Robert Charlebois - Ordinaire
- 1971 - Royaume-Uni - Samantha Jones - He Moves Me
- 1972 - (ex æquo) Pologne - Andrzej Dąbrowski - Do zakochania jeden krok
- 1972 - (ex æquo) URSS - Lev Lechtchenko - Ja ne byl z nim znakom
- 1973 - Royaume-Uni - Tony Craig - Can You Feel It et I Think Of You baby[1]

1974-1976 - Grand Prix de disque
- 1974 - Finlande - Marion Rung - pour plusieurs interprétations
- 1975 - Royaume-Uni - Glen Weston - pour plusieurs interprétations
- 1976 - URSS - Irina Ponarovskaïa - pour plusieurs interprétations[1]

1977-1980 - Grand Prix Intervision de la chanson / Intervision Song Contest
| Année                       | Pays            | Chanson                                        | Artiste            |
| --------------------------- | --------------- | ---------------------------------------------- | ------------------ |
| I ISC 1977 XVII Sopot ISF   | Tchécoslovaquie | "Malovaný džbánku"                             | Helena Vondráčková |
| II ISC 1978 XVIII Sopot ISF | URSS            | "Vsio mogut koroli" (Всё могут короли)         | Alla Pougatcheva   |
| III ISC 1979 XIX Sopot ISF  | Pologne         | "Nim przyjdzie wiosna"                         | Czesław Niemen     |
| IV ISC 1980 XX Sopot ISF    | Finlande        | "Hyvästi yö" -- "Where Is the Night"           | Marion Rung        |
| IV ISC 1980 XX Sopot ISF    | Tchécoslovaquie | "Vyznanie" (Connu sous le titre "Déclaration") | Marika Gombitová   |
| IV ISC 1980 XX Sopot ISF    | URSS            | "Dance on a Drum"                              | Nikolai Gnatiouk   |

- 1977 - Tchécoslovaquie - Helena Vondráčková - Maľovaný džbán
- 1978 - URSS - Alla Pougatcheva  - Vsio mogut koroli
- 1979 - Pologne - Czesław Niemen - Nim przyjdzie wiosna
- 1980 - Finlande - Marion Rung - Where Is The Light (Hyvästi yö)
- 1981 - pas de festival
- 1982 - pas de festival
- 1983 - pas de festival[1]

1984-1987 Sopot Music Festival Grand Prix
- 1984 - Pologne - Krystyna Giżowska - Blue Box
- 1985 - Suède - Herreys - Summer Party
- 1986 - États-Unis - Mara Getz - Hero Of My Heart
- 1987 - Allemagne de l'Ouest - Double Take - Rockola[1]

1988-1990 - Disque d'Or - Golden Disc
- 1988 - États-Unis - Kenny James - The Magic In You
- 1989 - Norvège - Dance With The Strangers - plusieurs chansons
- 1990 - Pologne - Lora Szafran - Zły chłopak et Trust Me At Once[1]

1991-1993 Sopot Music Festival Grand Prix
- 1991 - Lettonie - New Moon (letton : Jauns Mēness (lv)) - plusieurs chansons
- 1992 - Autriche - Mark Andrews - plusieurs chansons
- 1993 - Lituanie - Arina - Rain Is Coming Down[1]

1994-2004 - Sopot Music Festival Grand Prix (avec TVP)
- 1994 - Pologne - Varius Manx - Zanim zrozumiesz
- 1995 - Pologne - Kasia Kowalska - Jak rzecz et A to co mam
- 1996 - aucun concours au sein du Festival
- 1997 - Pays-Bas - Total Touch - Somebody Else's Lover
- 1998 - Italie - Alex Baroni - Male che fa male
- 1999 - aucun concours au sein du Festival
- 2000 - aucun concours au sein du Festival
- 2001 - aucun concours au sein du Festival
- 2002 - aucun concours au sein du Festival
- 2003 - aucun concours au sein du Festival
- 2004 - aucun concours au sein du Festival[1]

2005-2011 Sopot Music Festival Grand Prix (avec TVN)
- 2005 - Pologne - Andrzej Piaseczny - Z głębi duszy (concours uniquement polonais)
- 2006 - Royaume-Uni - Mattafix - Big City Life
- 2007 - Pologne - Feel - A gdy już jest ciemno
- 2008 - Suède - Oh Laura - Release me[1]
- 2009 - Australie - Gabriella Cilmi - Sweet About Me
- 2010 - aucun concours au sein du Festival
- 2011 - aucun concours au sein du Festival

2012- Sopot Music Festival Grand Prix (avec Polsat)
- 2012 - Suède - Eric Saade - Hotter Than Fire
- 2013 - France - Imany - You Will Never Know
- 2014 -

NB : cette liste comprend uniquement les vainqueurs des concours les plus prestigieux au sein du Festival de Sopot. Il arrivait qu'un concours éclipse un autre au fil du temps. "Grand Prix du Disque" était la plus prestigieuse entre 1974 et 1976, mais avec le début du Concours Intervision (Intervision Song Contest), il a été relégué à un second plan, mais a continué jusqu'en 1979. Le "Sopot Music Festival" a également attribué des prix pour la meilleure interprétation au cours des années 1960.

## Quelques participants notoires
- 1962 Isabelle Aubret, Esther Ofarim (sous le nom de Esther Reichstadt)
- 1963 jean-Pierre Ferland
- 1963 Franca di Rienzo (future chanteuse des Troubadours)
- 1964 Karel Gott, Frida Boccara, Valery Obodzinsky
- 1966 Angela Zilia
- 1969 Karel Gott, Muslim Magomayev
- 1973 Phoenix, Lokomotiv GT
- 1974 Sofia Rotaru
- 1978 Drupi
- 1979 Demis Roussos, Boney M
- 1984 Anne Veski, Charles Aznavour
- 1985 Shirley Bassey
- 1986 Bonnie Tyler
- 1987 Jose Feliciano
- 1988 Kim Wilde, Sabrina, Les Porte Mentaux
- 1989 Savage, Blue System, C.C.Catch
- 1990 Ronnie Hawkins, Duo Datz, Erasure, Victor Lazlo, Curiosity Killed the Cat (en)
- 1991 Dannii Minogue, Johnny Hates Jazz, Technotronic, Deacon Blue, Alison Moyet, Aztec Camera, Orchestral Manoeuvres in the Dark, Bros, Jimmy Somerville
- 1992 Kim Wilde, Bobby Kimball, Sonia, Marillion, Simone Angel
- 1993 Boney M, La Toya Jackson, Marc Almond, Helena Vondráčková, Jiří Korn (cs)
- 1995 Chuck Berry, Vanessa Mae, Annie Lennox
- 1996 The Kelly Family, Vaya Con Dios, Deep Forest, La Bouche
- 1997 Khadja Nin, Alexia, Secret Garden, Boyz II Men
- 1998 The Corrs, Chris Rea, Tanita Tikaram, Ace of Base, Era
- 1999 Lionel Richie, Whitney Houston
- 2000 Bryan Adams, Helena Vondráčková
- 2001 Goran Bregovic, Lou Bega, UB40
- 2002 Zucchero, Garou
- 2003 Ricky Martin
- 2004 In-Grid, Kate Ryan, Patricia Kaas
- 2005 Patrizio Buanne, Lemar, Gordon Haskell, Scorpions, Simply Red
- 2006 Brainstorm, Andreas Johnson, Katie Melua, Elton John, Vanilla Ninja, Karel Gott, Helena Vondráčková, Demis Roussos, Drupi
- 2007 Norah Jones, Gloria Gaynor, The Village People, Hot Chocolate, Kool & The Gang, Sister Sledge, Sophie Ellis-Bextor, Thierry Amiel
- 2008 Samantha Fox, Sandra, Sabrina Salerno, Thomas Anders of Modern Talking, Kim Wilde, Limahl avec Kajagoogoo, Shakin' Stevens.
- 2009 EMD, Ola, Verona (pl), Oceana, Josef Hedinger, Gabriella Cilmi.
- 2012 The Beat Fleet, Outloudz, Mugison, Musiqq, Tony Carreira, Maria Ilieva, MakSim, Eric Saade, Nikolas Takacs, Gérard Lenorman, SEL, Alban Skenderaj, Gotthard, Ot Vinta, India Martinez
- 2013 Imany,